# Clemente Barrachina
Clemente Barrachina (provincia de Teruel, c. 1650 - ¿Albarracín?, 1728) fue un compositor de música del barroco español, maestro de capilla de la Catedral de Albarracín.

## Vida
No se conoce con exactitud su lugar de nacimiento, que se sitúa en la diócesis de Teruel o en la de Albarracín. Muneta concreta, al afirmar que nació en Teruel o una de las localidades de su comarca, entre los años 1650 y 1654. Las primeras noticias que se tienen son de 1664, cuando era infantico en la catedral de Teruel. Las actas del cabildo del 28 de marzo de 1664 afirman, «propúsose que Clemente Barrachina hace días que sirve de infantico menor y se le resolvió se le admitiese de infantico de coro y quedó se le dé salario desde principio de año.» En la catedral estudió con los maestros de capilla Miguel Tello y José Alcalá.
Parece que se desplazó a Madrid tras el cambio de voz para completar su educación, posiblemente en la Universidad de Alcalá.
Al quedar vacante la maestría de la Catedral de Albarracín por la marcha de Antonio Teodoro Ortells a Valencia, al Colegio del Patriarca, se enviaron noticias a las ciudades vecinas, como era costumbre. No se tienen noticias de que hubiese oposición, sino que la primera noticia es la llegada desde Bronchales del maestro de capilla que viene de Madrid, el licenciado Clemente Barrachina. Es desconocido si se licenció en Teología o en Artes. El caso es que el 28 de marzo de 1675 es nombrado maestro de capilla de la Catedral de Albarracín. A sus órdenes trabajaron los organistas Antonio Cortés y Antonio Moliner, ambos alumnos de Pablo Bruna.
Permanecería en el puesto hasta su muerte, ocurrida en 1728.
Según señala Pedro Calahorra, es el único maestro de capilla de la catedral de Albarracín del que se tienen noticias. Sin embargo, Palacios habla de que le sucedieron José Amiguet, José Gargallo, Manuel Must, José Marco y Fernando Acuña, y Muneta habla de su predecesor, Antonio Teodoro Ortells.

## Obra
Munes habla de las obras de Barrachina de forma muy elogiosa, «[t]odas ellas sobrecogen por su amplia arquitectura, el bello diálogo de las voces solistas, el eficaz apoyo del coro grueso o de relleno. Música concertada de alto nivel, comparable a la de los mejores maestros de su tiempo.»
En la actualidad sólo se conservan 17 de sus partituras en el archivo de música de la catedral. Las conservadas están dedicadas al oficio de vísperas, y son obras para un coro de cuatro voces con acompañamiento.
- Salve Regina (fragmento), gregoriano.
- Salve Regina (5 voces), gregoriano.
- Laudate Dominum, gregoriano-polifonía.
- Lamentación 1ª del Viernes, sacro.
- Credidi, sacro.
- Psalmi. Dixit Dominus, sacro.
- Visperas, sacro.
- Verbum caro (a 6 voces), villancico.